# 弗萊德參數
弗萊德參數 或弗萊德相干長度（通常稱為{\displaystyle r_{0}}）是由於大氣折射率的隨機不均勻性而通過大氣的光傳輸品質的量度。在實踐中，這種不均勻性主要是由於在較小空間尺度上的溫度（以及密度）的微小變化，這是由較大空間尺度上較大溫度變化的隨機湍流混合引起的，如科爾莫戈羅夫首先描述的。弗萊德參數具有長度單位，通常以釐米為單位表示。它被定義為一個圓形區域的直徑，在這個圓區域上，由於穿過大氣層的均方根波前像差等於1 弧度，與天文學相關的典型值為數十釐米，具體取決於大氣條件。對於孔徑為 {\displaystyle D}的望遠鏡，可以觀察到的最小光斑由望遠鏡的點擴散函數 （PSF）給出。大氣湍流使最小點的直徑增加大約一倍{\displaystyle D/r_{0}}（用於長時間曝光）。因此，由於望遠鏡的孔徑小，孔徑遠小於{\displaystyle r_{0}}的望遠鏡成像受大氣視寧度的影響小於衍射。然而，孔徑遠大於{\displaystyle r_{0}}的望遠鏡（因此包括所有專業望遠鏡）的成像解析度將受到湍流大氣的限制，從而阻止儀器接近衍射極限。
雖然在他的文章中沒有明確寫，但弗萊德參數的波成 {\displaystyle \lambda }可以表示為所謂的大氣湍流強度{\displaystyle C_{n}^{2}}（實際上是溫度波動和湍流的函數）沿著星光的路徑{\displaystyle z'}而言：
{\displaystyle r_{0}=\left[0.423\,k^{2}\,\int _{\mathrm {Path} }C_{n}^{2}(z')\,dz'\right]^{-3/5}}
此處{\displaystyle k=2\pi /\lambda }是波數。如果未指定，則在天文學中對弗萊德參數的引用被理解為引用垂直方向的路徑。當以天頂角{\displaystyle \zeta }觀察時，視線穿過一個氣柱，該氣柱{\displaystyle \sec \zeta }倍，在波前品質中產生更大的擾動。這導致了較小的 {\displaystyle r_{0}}，因此，就「垂直」路徑「z」而言，可操作的弗萊德參數 {\displaystyle r_{0}}根據以下公式進行約簡：
{\displaystyle r_{0}=\left[0.423\,k^{2}\,\sec \zeta \int _{\mathrm {Vertical} }C_{n}^{2}(z)\,dz\right]^{-3/5}=(\cos \zeta )^{3/5}\ r_{0}^{\text{(vertical)}}.}
在為天文台選定的地點，{\displaystyle r_{0}}的典型值範圍為平均5 cm，表示視寧度在極好的條件下為20 cm。由於大氣的影響，角解析度被限制在大約{\displaystyle \lambda /r_{0}}而衍射解析度由直徑{\displaystyle D}通常為{\displaystyle 1.22\lambda /D}。由於專業望遠鏡的直徑為{\displaystyle D\gg r_{0}}，因此它們只能通過使用調適光學來獲得接近其衍射極限的圖像解析度。
因為{\displaystyle r_{0}}是波長的函數，變化為{\displaystyle \lambda ^{6/5}}，所以它的值僅在相對於指定波長時才有意義。如果沒有明確說明，波長通常被默認為{\displaystyle \lambda =0.5\mathrm {\mu m} }。